# Morsbach (Würselen)
Morsbach ist ein Stadtteil von Würselen in der Städteregion Aachen. Nachbarorte sind Würselen-Bardenberg und Würselen-Mitte.
Patronin der katholischen Pfarre ist St. Balbina.

## Geschichte

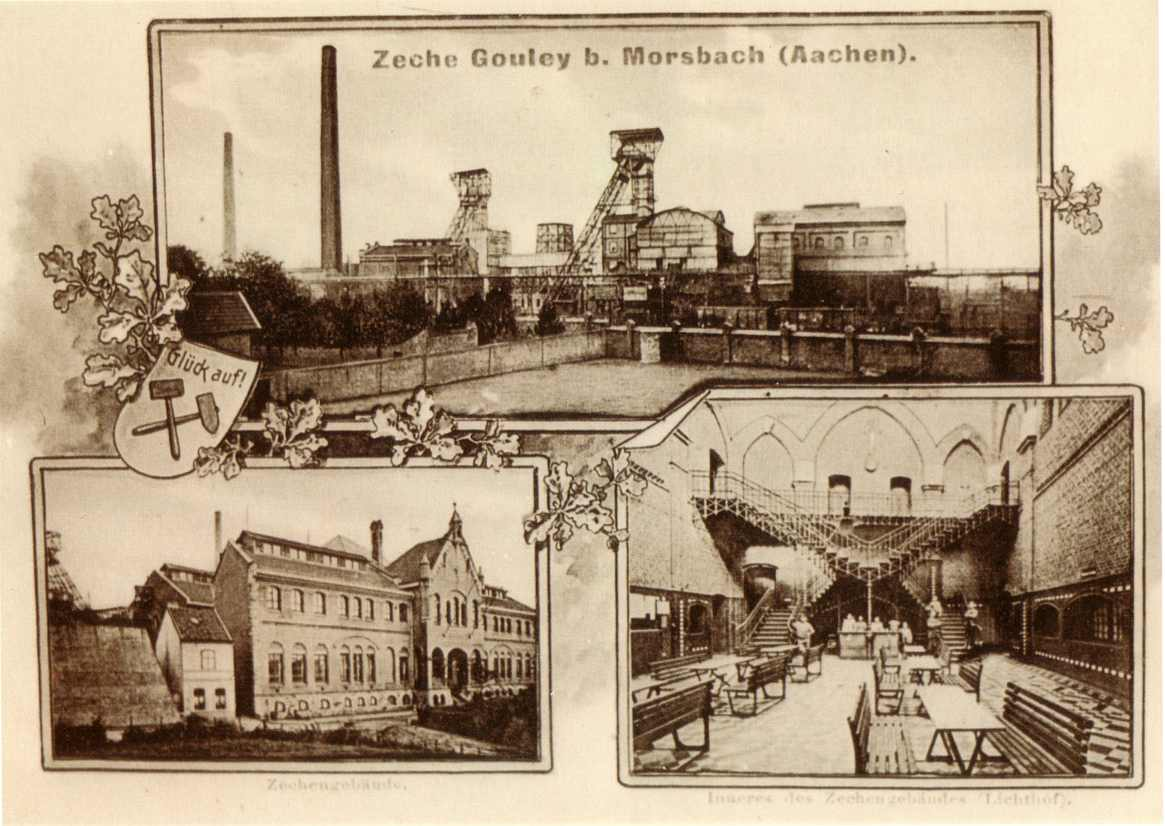
Grube Gouley um 1900

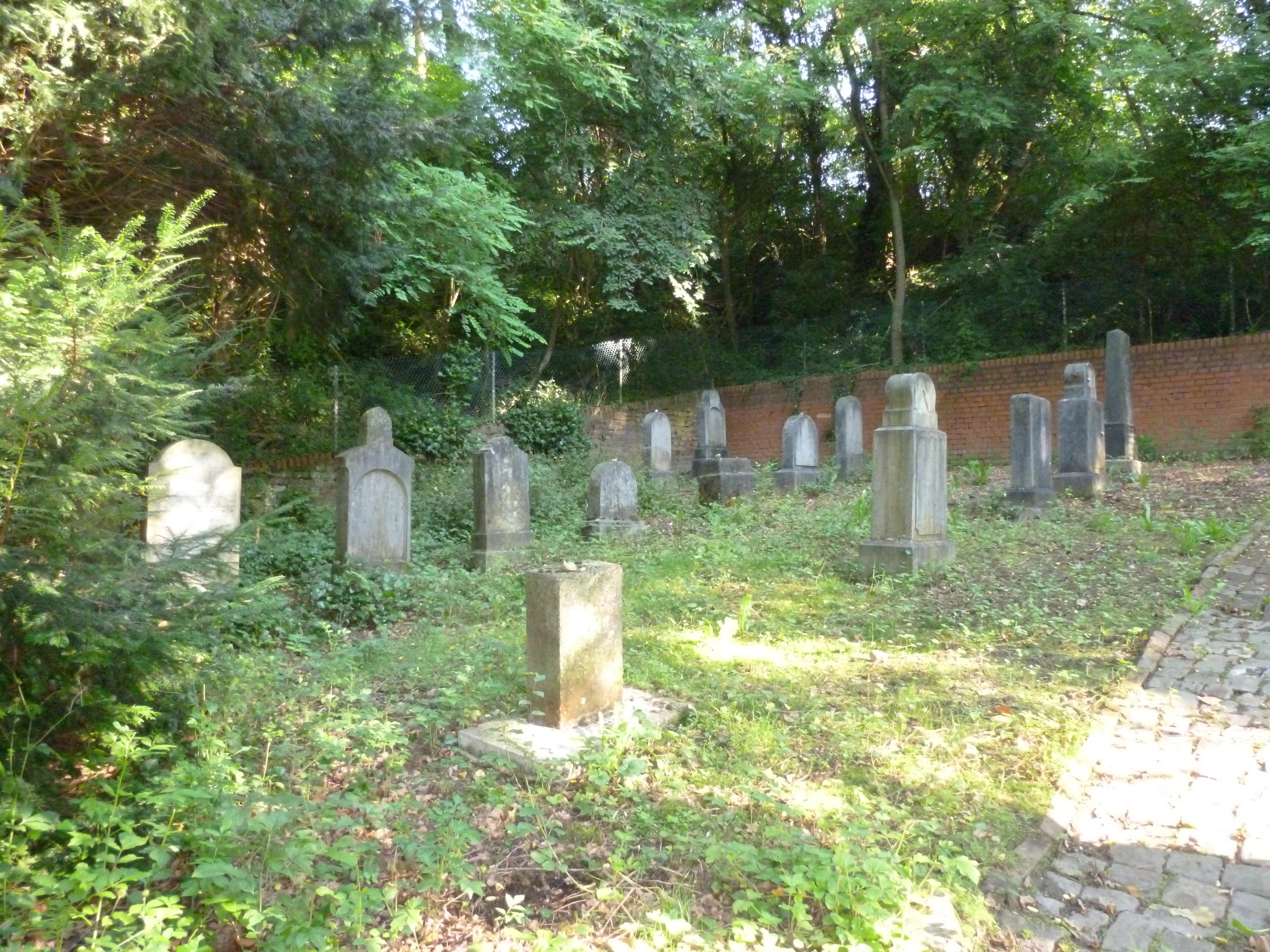
Jüdischer Friedhof Würselen, Teilansicht

1599 wird die Morsbacher Steinkohlengrube „Gute Ley“ beziehungsweise „Gouley“ im Aachener Revier erstmals erwähnt. Anfang des 19. Jahrhunderts ist sie die ergiebigste Grube des Wurmreviers, und 1858 erwirbt sie der Eschweiler Bergwerksverein. 1969 wird sie stillgelegt.
In Morsbach befindet sich der jüdische Friedhof der Stadt Würselen. Er wurde von 1857 bis 1939 belegt. 
1973 gehört das „Morsbacher-Siedler-Königsspiel“ zu den neun Gründungsmitgliedern der „Arbeitsgemeinschaft Würselener Jungenspiele e. V. (AWJ)“.

## Sport
Der Morsbacher Fußballverein ist der 1913 mit den Vereinsfarben „schwarz-gelb“ gegründete F.C. Sparta Würselen. Da Morsbach die Heimat der Bergleute der Zeche Gouley war, setzten sich die Gründungsmitglieder aus „Kumpeln“ zusammen. Zurzeit spielt die Sparta mit zwei Senioren-Mannschaften. Zusätzlich besitzt der Verein eine Jugendabteilung und eine A-Jugend Damenmannschaft.
Morsbach verfügt weiterhin über einen Schützenverein, die St. Hubertus Schützengilde Würselen-Morsbach 1879 e. V.

## Verkehr
Die nächsten Anschlussstellen sind „Würselen“ an der A 4 und „Broichweiden“ an der A 44. 
Die nächsten Bahnhöfe sind „Kohlscheid“ an der Strecke Aachen – Geilenkirchen – Mönchengladbach und „Eschweiler Hbf“ an der Strecke Aachen – Düren – Köln. 
Busse der AVV-Linie 21 der ASEAG verbinden Morsbach mit Würselen-Mitte, Aachen und Herzogenrath. Die Stadtbuslinie WÜ1 tangiert Morsbach am südlichen Rand. Zudem fahren die Nachtbuslinien N3 und N6 auf derselben Route wie die Linie 21 durch Morsbach.
| Linie | Verlauf |
| ----- | --- |
| 21    | Lintert Friedhof – Burtscheid – Aachen Hbf – Misereor – Elisenbrunnen – Aachen Bushof – Ludwig Forum – Talbot – Haaren – Würselen – Morsbach – Bardenberg – (Pley –) Niederbardenberg – Herzogenrath Bf – Ritzerfeld – Merkstein – Boscheln – Holthausen – Übach – Palenberg – Palenberg Bf                                                            |
| WÜ1   | (Stadtbus Würselen) Euchen – Broich – Linden-Neusen – Vorweiden – Weiden – Gewerbegebiet Aachener Kreuz – Würselen – Kohlscheid – Kohlscheid Bf |
| N3    | Nachtexpress: nur in den Nächten vor Samstagen sowie Sonn- und Feiertagen Elisenbrunnen – Aachen Bushof (→ Ludwig Forum → Haaren → Verlautenheide → Würselen → Morsbach → Bardenberg → / ← Eurogress ← Berensberg ← Rumpen ← Kohlscheid Markt ← Klinkheide ← Pannesheide ← Straß ←) Herzogenrath Bf – Ritzerfeld – Merkstein (← Boscheln ← Holthausen) |
| N6    | Nachtexpress: nur in den Nächten vor Samstagen sowie Sonn- und Feiertagen Aachen Bushof → Alter Tivoli → Berensberg → Rumpen → Kohlscheid Weststr. → Klinkheide → Kohlscheid Markt → Bardenberg → Morsbach → Würselen → Haaren → Liebigstr. → Aachen Bushof → Elisenbrunnen                                                                            |